# Castle Fraser

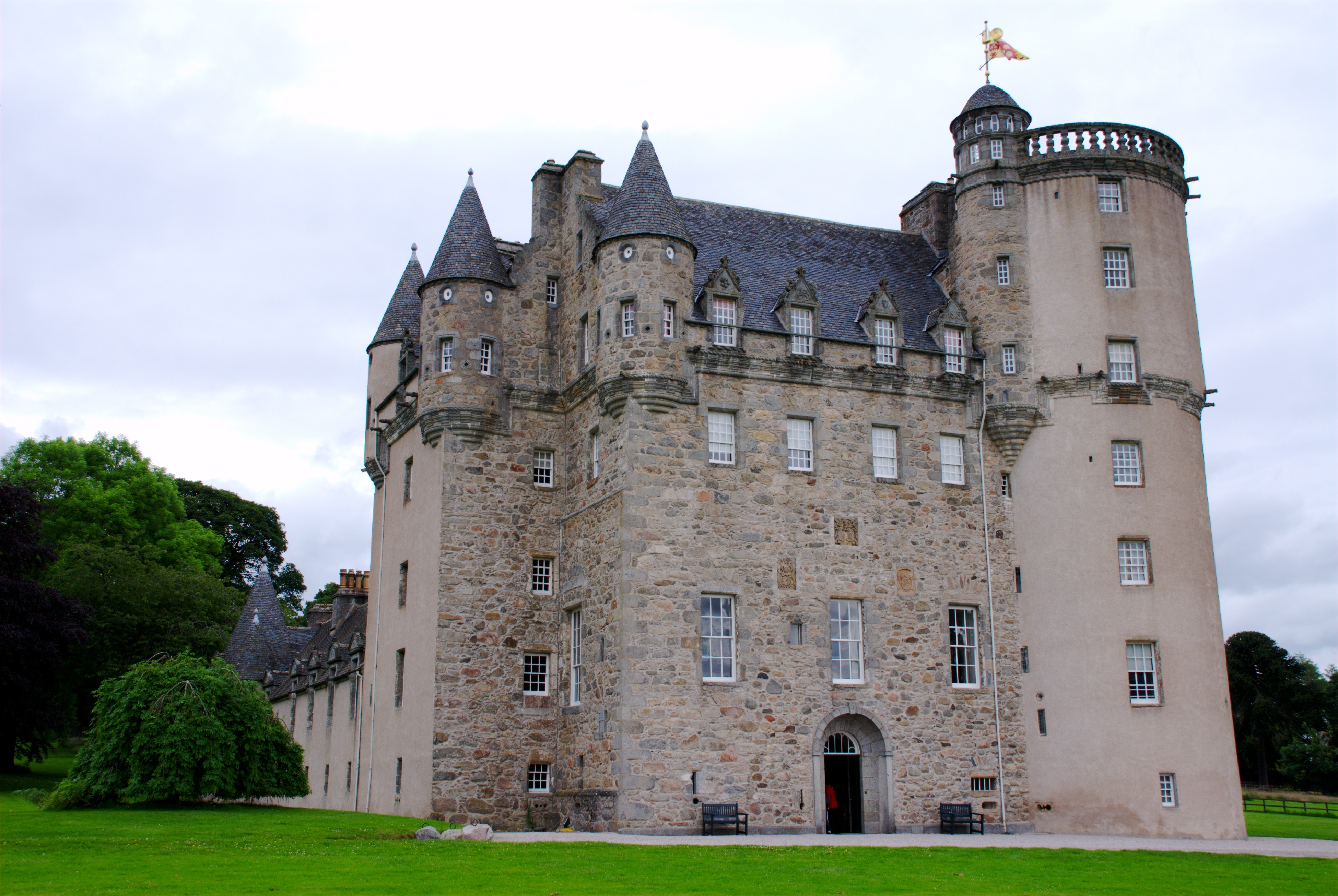
Castle Fraser, Südseite (2007)

Castle Fraser ist ein Schloss in Schottland. Es steht südlich von Kemnay in der Region Aberdeenshire. Es ist von über 1,2 km² offenem Wald- und Ackerland umgeben. Es gibt archäologische Belege für einen älteren viereckigen Turm unterhalb des aktuellen Baus.
Das Schloss diente in einigen Szenen des Films Die Queen mit Helen Mirren als Kulisse. Das Anwesen ist von Ostern bis Oktober für Besucher geöffnet und kann auch für Hochzeiten sowie für gesellschaftliche Ereignisse gemietet werden.

## Geschichte
Das Schloss besitzt einen Z-förmigen Grundriss, auf dem sich fünf Geschosse erheben. Der Bau wurde von Michael Fraser of Muchall 1575 begonnen und 1636 von seinem Sohn Andrew, 1. Lord Fraser, fertiggestellt. Grundlage war ein älterer Turm von etwa 1400. Eine Tafel an der nördlichen Seite des Schlosses trägt die Inschrift „I Bel“, was vermuten lässt, dass der Maurermeister John Bell von Midmar das Schloss gemeinsam mit den Maurermeistern Thomas Leiper und James Leiper errichtet hat.
Castle Fraser entstand damit zur gleichen Zeit wie andere, nahe gelegene berühmte Schlösser wie Craigievar Castle, Crathes Castle und Muchalls Castle.
Das Schloss wurde in den späten 1700er Jahren modernisiert und gleichzeitig mit einem neuen Eingang an der Südseite und Schiebefenstern ausgestattet. Die Arbeiten standen unter der Aufsicht von Elyza Fraser, der Ehefrau des damaligen Lords. Sie war auch für die Umgestaltung des umliegenden Schlossparks verantwortlich.
Die Innenräume des Gebäudes wurden zwischen 1820 und 1850 von Charles Fraser sowie den Architekten John Smith und William Burn ein weiteres Mal vollständig erneuert.
Die Außenanlagen wurden 1987 in das Inventory of Gardens and Designed Landscapes in Scotland aufgenommen.

## Eigentümer
Castle Fraser wurde die Heimat der „Frasers of Muchall“, später „Frasers of Castle Fraser“. 1897 starb mit Frederick der letzte männliche Fraser aus der direkten Linie kinderlos. Weil ein geeigneter Erbe fehlte und auf Grund finanzieller Schwierigkeiten verkaufte seine Witwe Theodora das Anwesen 1921 an Weetman Pearson, 1. Viscount Cowdray. Die Pearson-Familie ließ das Gebäude als Jagdschloss wiederherstellen und übergab es 1976 an den National Trust for Scotland, der es der Öffentlichkeit zugänglich machte. 2019 wurde Castle Fraser von rund 57.000 Personen besucht. 2024 betrug die Besucherzahl etwa 75.000 Personen.
Der Steinkreis von Castle Fraser liegt auf dem Gelände.

## Geisterlegende
Eine Legende besagt, dass eine junge Prinzessin bei einem Aufenthalt im Schloss brutal ermordet wurde, während sie im Grünen Raum (englisch: „Green Room“) schlief. Ihr Körper wurde die steinerne Treppe hinuntergeschleift und hinterließ eine Blutspur. Die Schlossbewohner versuchten erfolglos, die Blutflecken zu entfernen, und so waren sie gezwungen, die Stufen mit Holz zu verkleiden, das bis heute die Treppe ziert. Man sagt, der Geist der Prinzessin wandle immer noch nachts in den Hallen des Schlosses. Es ist aber sicher wahrscheinlicher, dass die steinerne Treppe verkleidet wurde, um sie leichter besteigen zu können, wie es im 19. Jahrhundert bei Dienertreppen üblich war.